# Milan Đurđević
Milan Đurđević je osnivač, idejni vođa grupe Neverne bebe i klavijaturista, vokal, autor muzike, tekstova, aranžer, i producent.

## Biografija
Rođen je u Valjevu 31. marta 1967. godine. Od malih nogu svira klasičnu muziku, sa 11 godina počeo je da svira u valjevskom Domu omladine, a sa bratom Vlajkom – pravi svoj bend i svira autorske kompozicije.
Sa grupom „Nova zemlja” 1983. godine pobeđuje u Zaječaru na Gitarijadi, po mišljenju publike i žirija i snima album „Letači”, koji 1985. godine izlazi za PGP RTB. „Nova zemlja” postaje kultni simfo-rok bend i prvi bend iz Valjeva koji je izdao album. 1984. godine sa Vlajkom prelazi u Beograd i postaje jedan od traženijih klavijaturista. Već 1986. godine dobija poziv jednog od najvećih bendova sa prostora bivše Jugoslavije — grupe Smak. Snima album „Smak 86” i ide na turneju sa bendom. Tadašnja postava Smaka je bila: Erik Rutan – gitara, Zoran Milanović – bas, Kepa Stojanović – bubanj, Boris Aranđelović – vokal i Milan Đurđević – klavijature.
Pred kraj 1987. godine odlazi na odsluženje vojnog roka (tadašnja JNA) u Ljubljanu. Krajem 1988. godine, po dolasku iz JNA, sa bratom Vlajkom obnavlja „Novu zemlju”. Zbog problema sa izdavanjem novog autorskog materijala i nerazumevanja tadašnjih izdavačkih kuća, bend se okreće u drugom pravcu – ka obradama.
Strani menadžeri odmah su reagovali i ’’Nova zemlja’’ 1989. godinu provodi uglavnom u inostranstvu svirajući po raznim klubovima i diskotekama.
Milan je dobijao neverovatne ponude – od toga da bude promoter raznih klavijatura u velikim svetskim lancima prodavnica, pa do poziva nekoliko ozbiljnih producenata da pristupi velikim svetskim bendovima...
Odbija sve ponude zarad autorskih ideja koje su bile i tada vrlo kompleksne po pitanju vizije muzike, karijere i realne postavke na tržištu.
Kao vođa benda koji nije želeo da odstupi od svog muzičkog puta, Milan se suočio sa velikim bojkotom određenih klanova i muzičkih kritičara, pogotovo iz sfera alternativne muzike.
Kao čovek koji je čvrsto verovao u svoje ideje, kreće putem koji je u tom trenutku predstavljao jedino rešenje a to su bili koncerti i nastupi po klubovima širom zemlje i Evrope.
Za kratko vreme „Nova zemlja’’ postaje najtraženiji klupski bend u zemlji a Milan klavijaturista sa najvećim brojem fanova i najvećim poštovanjem mladih muzičara.
Kao klavijaturista svirao je sešne sa svim viđenijim muzičarima se ex YU prostora.
Zajedno sa Vlajkom, prešao je 1991. godine u grupu „Frenky’’ i snimio album Plakao bih, al’ nemam s’ kime. Već na ’’Mesam-u’’ te godine uzima nagradu za aranžman za pesmu Ljubim, a znam a 1992. godine pobeđuje – takođe na „Mesam-u’’ - sa simfo rok kompozicijom ’’Saga’’ koja je postavila nove standarde srpske pop-art kulture.
Početkom 1993. godine sa Vlajkom i bubnjarem Čedom Macurom (ubrzo im se priključuju gitarista Bane Jelić i, potom, pevač Billy King) pravi svoj potpuno autorski projekat ’’Neverne bebe’’.
Početkom 1994.godine izdaje album ’’Neverne bebe I’’ koji je danas jedan od najtraženijih i najskidanijih albuma od strane mladih muzičara u zemlji.
Svira fjužn, etnо, klasičnu muziku, priprema ambijentalni solo album.
Piše filmsku muziku a učestvuje u stvaranju duhovne muzike, kao eminentni autor, aranžer, producent i instrumentalista.
Sarađivao sa raznim umetnicima, kao studijski muzičar svirao na mnogim albumima domaće pop i rok muzike.
Po svojoj energiji i perfekcionizmu poznat je i mimo muzičkih krugova – sa bendom je postavio visoke standarde u audio i video produkciji.
Kao pikanterija se navodi da ne pije i ne puši i da je takav standard uveo i u bend – nema konzumiranja alkohola pre i za vreme koncerta.
Životno vrlo kontroverzan, pratile su ga razne afere ali je svojim ogromnim kvalitetom i odnosom prema životu i muzici pokazao da je apsolutno rođen da bi pisao, komponovao i izvodio muziku, uz zahvalnost Bogu na talentu i ljubavi prema estetskim vrednostima umetnosti...
...Život je ono što uspevamo da pronađemo u sebi od talenta koji smo dobili rođenjem...ako sam uspeo da usrećim par ljudi na ovoj planeti svojom muzikom, onda moj život apsolutno ima smisla...
- Milan

Iz stvarnosti u iluziju... – knjiga rok tekstova i pesama ljubavnog sadržaja (u pripremi)..

## Muzički uzori
Muzički uzori – Pat Metheny, Jon Nodtveidt, Karl Willetts, Erik Rutan, Peter Gabriel, Pink Floyd, Sergej Rahmanjinov...

## Oprema
Oprema koju trenutno koristi – Maxon OD808 Overdrive, Yamaha P90, Yamaha Motif 7, Korg CX 3, Korg Karma, Korg N 364, Nord Stage 2...

## Literatura
- Janjatović, Petar (2003). Ex YU rock enciklopedija. Beograd: Čigoja štampa.  137175308.

## Spoljašnje veze
- Biografija Milana Đurđevića na sajtu www.neverne-bebe.com
- Valjevo je naša kuća - intervju („Politika”, 6. septembar 2018)